# إنفيلد تاون
إنفيلد تاون (بالإنجليزية: .Enfield Town F.C) هو نادٍ لكرة القدم يقع مقره في إنفيلد تاون، لندن الكبرى، بإنجلترا.